# Ras al-Ajn (poddystrykt)
Ras al-Ajn – jednostka administracyjna trzeciego rzędu (nahijja) dystryktu Ras al-Ajn w muhafazie Al-Hasaka w Syrii.
W 2004 roku poddystrykt zamieszkiwało 121 536 osób.